# Saint-Amand-Villages
Saint-Amand-Villages es una comuna nueva francesa situada en el departamento de Mancha, de la región de Normandía.

## Historia
Fue creada el 1 de enero de 2017, en aplicación de una resolución del prefecto de Mancha de 22 de julio de 2016 con la unión de las comunas de Placy-Montaigu y Saint-Amand, pasando a estar el ayuntamiento en la antigua comuna de Saint-Amand.
En el momento de la creación de la comuna nueva de Saint-Amand-Villages, las comunas asociadas de La Chapelle-du-Fest y Saint-Symphorien-les-Buttes, que formaban parte de la comuna de Saint-Amand, fueron suprimidas.

## Demografía
| Gráfica de evolución demográfica de Saint-Amand-Villages entre 1800 y 2013 |
|                                                                            |

Los datos entre 1800 y 2013 son el resultado de sumar los parciales de las dos comunas que forman la nueva comuna de Saint-Amand-Villages, cuyos datos se han cogido de 1800 a 1999, para las comunas de Placy-Montaigu y Saint-Amand de la página francesa EHESS/Cassini. Los demás datos se han cogido de la página del INSEE.

## Composición
| Comuna delegada | Código INSEE | Población (2013) | Superficie (km²) | Densidad (hab./km²) |
| --------------- | ------------ | ---------------- | ---------------- | ------------------- |
| Placy-Montaigu  | 50404        | 224              | 8.99             | 25                  |
| Saint-Amand     | 50444        | 2366             | 29.20            | 81                  |